# Mount Fridovich
Mount Fridovich är ett berg i Antarktis. Det ligger i Västantarktis. Inget land gör anspråk på området. Toppen på Mount Fridovich är 440 meter över havet, eller 47 meter över den omgivande terrängen. Bredden vid basen är 0,71 km.
Terrängen runt Mount Fridovich är platt åt nordväst, men åt sydost är den kuperad. Trakten är obefolkad. Det finns inga samhällen i närheten.